# Chyliza angustifrons
Chyliza angustifrons är en tvåvingeart som beskrevs av Shatalkin 1998. Chyliza angustifrons ingår i släktet Chyliza och familjen rotflugor. Inga underarter finns listade i Catalogue of Life.